# Палоне (Витербо)
Палоне је насеље у Италији у округу Витербо, региону Лацио.
Према процени из 2011. у насељу је живело 995 становника. Насеље се налази на надморској висини од 394 м.